# 大阪ゲーム荘
『大阪ゲーム荘』（おおさかゲームそう）は、2012年12月8日から2020年3月24日までMBSテレビ（毎日放送）で不定期放送されていたバラエティ番組である。最新ゲームやスマホ用ゲームの紹介、レトロゲームに挑戦するコーナーなどがある。

## 出演者

### レギュラー
3名ともよしもとクリエイティブ・エージェンシー所属。
- 川島明（麒麟）
- 井上聡（次長課長）
- 竹若元博（バッファロー吾郎）

### ゲスト
各回1名。芸人がゲストの場合はよしもとクリエイティブ・エージェンシー所属。

## 放送日程
| 放送日        | ゲスト                            | ゲームタイトル | 備考 |
| ------------- | --------------------------------- | --- | ---- |
| 2012年12月8日 | 鈴木咲                            | - モンスターハンター3（トライ）G HD ver. - 超魔界村 - みんなのGOLF 6 - 第2次スーパーロボット大戦OG - 龍が如く5 夢、叶えし者 - バーチャファイター2 - きこりの与作                                                                                      |      |
| 2014年2月1日  | 岡井千聖（℃-ute）                 | - 魁!!男塾〜日本よ、これが男である！〜 - KNACK - 龍が如く 維新! - 蒼の三国志 - ドラゴンクエスト3 - 戦国BASARA4 - ワンダーフリック - ガールフレンド（仮） - 進撃の巨人〜人類最後の翼〜                                                                 |      |
| 2014年8月23日 | 根岸愛（PASSPO☆）                 | - ぷよぷよ！！クエスト - 戦場の狼 - モンスターハンター4G - 白猫プロジェクト - クラッシュ・オブ・クラン - PICOTTO KINGDOM - スクールガールストライカーズ - Candy Crush                                                                                 |      |
| 2015年2月7日  | 岡井千聖（℃-ute）                 | - 龍が如く0 - ストリートファイターII - バイオハザード リベレーションズ2 - 魔法使いと黒猫のウィズ - モンスターストライク - ご当地鉄道 - 剣と魔法のログレス                                                                                             |      |
| 2015年7月25日 | 板倉俊之（インパルス）            | - スプラトゥーン - 戦国BASARA4 皇 - ファイナルファンタジーXIV: 蒼天のイシュガルド - ドリフトスピリッツ - バトルガールハイスクール - モンスターギア - ゲーム・オブ・ウォー - ロイヤルフラッシュヒーローズ                                              |      |
| 2016年2月13日 | 博多大吉                          | - 龍が如く 極 - ツインビー - ストリートファイターV - ドラゴンクエストビルダーズ - 機動戦士ガンダム EXTREME VS. - ファイナルファンタジー ブレイブエクスヴィアス - コズミックブレイク ソラの戦団                                                        |      |
| 2016年9月3日  | 博多大吉                          | - 戦国BASARA 真田幸村伝 - ドラゴンクエスト2 悪霊の神々 - パズドラクロス神の章／龍の章 - ジョジョの奇妙な冒険 スターダストシューターズ - 白猫テニス - 解離性ミリオンアーサー - スクールガールストライカーズ - オルタナティブガールズ                   |      |
| 2017年1月28日 | 浅川梨奈（SUPER☆GiRLS）           | - バイオハザード7 レジデント イービル - バルーンファイト - スーパーロボット大戦V - 魔界村 - 蒼き革命のヴァルキュリア - ディシディア ファイナルファンタジー オペラオムニア - ドラゴンプロジェクト - オルタナティブガールズ - メトロイド - スターレット |      |
| 2018年8月10日 | 板倉俊之（インパルス） 高野麻里佳 | - プロ野球 ファミスタ エボリューション - バイオハザード RE:2 - ドラゴンクエストX 目覚めし五つの種族 オンライン - 〈物語〉シリーズ ぷくぷく - スーパーフォーメーションサッカー                                                                         |      |
| 2019年3月23日 | 井上裕介（NON STYLE） 松田るか    | - デビルメイクライ5 - 塊魂アンコール - にゃんこ大戦争 - バンドリ! ガールズバンドパーティ! - ドラゴンエッグ |      |
| 2020年3月24日 | 津田篤宏（ダイアン） 高野麻里佳   | - ファイナルファンタジーVII リメイク - 東京2020オリンピック The Official Video Game - バイオハザード RE:3 - ブレイドエクスロード - スーパーマリオワールド - 戦国布武【我が天下戦国編】 - スーパーストリートファイターII                               |      |